# Dorypoditius zitzmanni
Dorypoditius zitzmanni is een pissebed uit de familie Porcellionidae. De wetenschappelijke naam van de soort is voor het eerst geldig gepubliceerd in 1942 door Verhoeff.